# 허준영
허준영(許准榮, 1952년 10월 23일~2023년 10월 13일)은 대한민국의 제12대 경찰청장을 역임한 공무원으로 제4대 한국철도공사 사장을 역임하였다. 본관은 김해이며, 대구 출신이다.

## 학력
- 종로초등학교 졸업
- 경북중학교 졸업
- 경북고등학교 졸업
- 고려대학교 행정학과 졸업
- 서울대학교 행정대학원 졸업
- 명지대학교 산업공학 박사

## 경력
- 1980: 제14회 외무고시 합격
- 1980~1984: 외무부 사무관
- 1985년 4월~1986년 8월: 부산남부경찰서 대공과장
- 1986년 8월~1986년 12월: 부산남부경찰서 경비과장
- 1986년 12월~1987년 9월: 서울북부경찰서 수사과장
- 1987년 9월~1987년 11월: 미국 FBI National Academy 연수
- 1987년 12월~1988년 2월: 서울영등포경찰서 대공과장
- 1988년 2월~1988년 12월: 치안본부 외사1과 1담당
- 1988년 10월~1988년 11월: 외무부 파견
- 1988년 11월~1988년 12월: 치안본부 경무과 대기발령
- 1988년 12월~1991년 12월: 주홍콩 총영사관 주재관
- 1992년 1월~1992년 10월: 경찰청 외사1과 국제협력담당
- 1992년 10월~1993년 3월: 경찰청 외사관리관실 외사1담당
- 1993년 3월~1994년 6월: 경북 영양경찰서장
- 1994년 6월~1995년 12월: 경북 경산경찰서장
- 1995년 12월~1996년 7월: 경북지방경찰청 경무과장
- 1996년 7월~1997년 1월: 서울지방경찰청 방범기획과장
- 1997년 1월~1998년 3월: 서울지방경찰청 외사과장
- 1998년 3월~1999년 2월: 서울 남대문경찰서장
- 1999년 2월~1999년 11월: 경북지방경찰청 차장
- 1999년 11월~2000년 12월: 강원지방경찰청 차장
- 2000년 12월~2001년 11월: 경찰청 경비교통국 교통심의관
- 2001년 11월~2002년 11월: 제20대 중앙경찰학교장
- 2002년 11월~2003년 2월: 제15대 강원지방경찰청장
- 2003년 2월~2004년 1월: 대통령비서실 정무수석실 치안비서관
- 2004년 1월~2005년 1월: 제16대 서울지방경찰청장
- 2005년 1월~2005년 12월: 제12대 경찰청장
- 2008년~2009년: 씨큐어넷 회장
- 2009년 3월~2011년 12월: 코레일 사장(코레일공항철도 대표이사 겸임)
- 2009년 5월~2011년 12월: 국제철도연맹 아시아지역 의장
- 2015년 2월~ 2016년 2월: 한국자유총연맹 중앙회장[1]

## 승진
- 1985년: 경정 임관
- 1993년: 총경 승진
- 1999년: 경무관 승진
- 2001년: 치안감 승진
- 2004년: 치안정감 승진
- 2005년: 치안총감 승진

## 논란

### 불법 정치자금 수수
용산역세권 개발사업과 관련해 뒷돈을 챙긴 혐의 등으로 기소되어 징역1년에 집행유예 2년이 확정됐다. 허준영은 현직 코레일 사장으로 재임하던 2011년 11월 용산역세권 개발과 관련해 업무 청탁을 들어주는 대가로 용산역세권개발 손모 전 고문에게서 뇌물 2000만원을 받고, 이후 3년여 동안 1억 3000만원의 불법 정치자금을 받은 혐의로 지난해 4월 구속 기소되었으며 2017년 3월 16일 정치자금법 위반 등의 혐의로 기소된 상고심에서 불법 정치자금 1억원 수수를 유죄로 인정해 징역 1년에 집행유예 2년과 추징금 1억원을 선고한 원심판결을 확정했다.

## 사망
2023년 10월 13일 서울 용산구 자택 앞 복도에 쓰러져 심근경색 추정으로 사망하였다.

## 역대 선거 결과
|  | 39.62% |

|  | 32.78% |